# Biloela
Biloela est une ville australienne située dans la zone d'administration locale de Banana, dont elle est le siège, au Queensland.

## Géographie
La ville est située dans l'est du Queensland sur le Callide Creek, à l'intersection des Burnett et Dawson Highways, à 120 km au sud-ouest de Gladstone, 140 km de Rockhampton et à 560 au nord-ouest de Brisbane.

## Histoire
La région était habitée à l'origine par le peuple Gangalu. Le nom de la ville est d'origine aborigène et signifierait « grand oiseau blanc ».
La ville est créée officiellement en 1924 et devient le siège du comté de Banana en 1946.

## Démographie
| 2011  | 2016  | 2021  |
| ----- | ----- | ----- |
| 5 808 | 5 727 | 5 667 |

## Économie
L'économie de la ville repose sur l'agriculture (culture de coton, céréales, élevage de bovins), l'industrie minière avec les mines de charbon de Callide et de Boundary Hill, mais aussi présence d'un important abattoir et surtout d'une centrale électrique de 1 720 MW (la Callide Power Station) alimentée par le charbon des mines voisines.